# Antoine Meirlaen
Antoine Meirlaen (* 27. Juni 1948 in Gent) ist ein ehemaliger belgischer Radrennfahrer und nationaler Meister im Radsport.

## Sportliche Laufbahn
Meirlaen war als Bahnradsportler aktiv. 1970 gewann er die nationale Meisterschaft im Tandemrennen mit Noël Soetaert als Partner. 1971 konnten beide ihren Titel verteidigen. Im Sprint wurde er 1970 und 1971 jeweils Vize-Meister hinter Manu Snellinx. Er bestritt mit der Nationalmannschaft Anfang der 1970er Jahre einige Länderkämpfe im Bahnradsport, unter anderem gegen die Auswahl der DDR und der Tschechoslowakei.
1970 startete er bei den UCI-Bahn-Weltmeisterschaften im Tandemrennen und im Sprint. 1971 war er erneut Teilnehmer der Weltmeisterschaften und bestritt erneut das Tandemrennen und den Sprint.